# Louis-Marie Grignion de Montfort
Louis-Marie Grignion de Montfort, auch  Ludwig Maria Grignion von Montfort (* 31. Januar 1673 in Montfort-sur-Meu, Frankreich; † 28. April 1716 in Saint-Laurent-sur-Sèvre bei Cholet, Frankreich), war ein französischer Volksmissionar, Schriftsteller und Ordensgründer. Er wird in der katholischen Kirche als Heiliger verehrt.

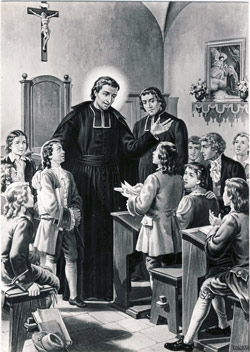
Louis-Marie Grignion de Montfort

## Leben
Louis-Marie Grignion de Montfort studierte von 1693 bis 1700 Theologie im Priesterseminar St. Sulpice in Paris. Am 5. Juni 1700 wurde er zum Priester geweiht und war von 1701 bis 1703 und von 1704 bis 1705 Spitalsseelsorger in Poitiers. Dort gründete er am 2. Februar 1703 die Gemeinschaft der Töchter der Weisheit (Filles de la Sagesse) zur Pflege der Kranken oder Montfortschwestern, die sich der Krankenpflege und dem Schulunterricht vor allem für Arme widmeten. 1705 gründete er die Ordensgemeinschaft der Montfortaner zur Förderung der Marienverehrung und für die Mission, die sich erst nach seinem Tod stärker auszubreiten begann. Grignion de Montfort war Mitglied im dritten Orden der Dominikaner. Er wurde von jansenistischen Bischöfen und Priestern angefeindet und wirkte ab 1704 unermüdlich als Prediger bei Volksmissionen im Westen Frankreichs. 1715 gründete er in La Rochelle eine Schule für arme Kinder.
Louis-Marie Grignion de Montfort wurde 1888 von Papst Leo XIII. selig- und am 20. Juli 1947 von Papst Pius XII. heiliggesprochen.

## Mariologie
Vor allem seine Abhandlung über die vollkommene Andacht zu Maria hat die Mariologie beeinflusst. Er empfiehlt darin eine ständige Erneuerung des Taufversprechens durch eine vollkommene Hingabe an Jesus Christus durch Maria. In seinem Werk über den Heiligen Rosenkranz – das wunderbare Geheimnis der Bekehrung und des Heiles schreibt er:

„Insofern der Rosenkranz in seinem  G r u n d  und  W e s e n  aus dem Gebete Jesu Christi und dem Engelsgruße zusammengesetzt ist, nämlich aus dem Vaterunser und dem Ave Maria, und aus der Betrachtung der Geheimnisse Jesu und Mariä, ist dies ohne Zweifel das erste Gebet und die erste Andacht der Gläubigen.“

## Verehrung und Einfluss
Als Beispiele für seinen Einfluss seien die Legio Mariae und Papst Johannes Paul II. genannt, der den Heiligen innig verehrte und als Zeugnis dafür als Papst den Wappenspruch Totus tuus („Ganz dein“) wählte. In seiner Marienenzyklika Redemptoris Mater (1987) schreibt Johannes Paul: „In diesem Zusammenhang erinnere ich unter den vielen Zeugen und Meistern einer solchen Spiritualität gern an die Gestalt des heiligen Ludwig-Maria Grignion von Montfort, der den Christen die Weihe an Christus durch die Hände Marias als wirksames Mittel empfahl, um die Taufverpflichtungen treu zu leben.“ (Nr. 48)
Im deutschsprachigen Raum ist das mehrfach aufgelegte Buch von Friedrich Wessely, Eins mit Gott durch Maria (Erstauflage 1950), dem Werk des Montfort gewidmet. Die von Montfort geförderte Marienweihe, deren Vorbereitung sich über 33 Tage erstreckt, wurde von nicht wenigen kirchlichen Gruppierungen verbreitet; mehrere österreichische Diözesen halten Marienweihen unter dem Vorsitz des Bischofs, etwa Linz im Jahr 2012 unter dem Vorsitz von Bischof Ludwig Schwarz.
Im Erzbistum Köln ist die Pfarrkirche St. Ludwig Maria Grignion von Montfort in Marienheide nach dem Heiligen benannt. Die Bezeichnung der neuen religiösen Bewegung der Marienkinder leitet sich aus seinem Schrifttum ab.

## Werke
- August Wagner: Das bevorstehende Marien-Zeitalter. Nach der Lehre des seligen Grignon Montfort. Johannes, Leutesdorf a.R. 1924.
- Das Goldene Buch der vollkommenen Hingabe an Maria. Vollständige neue Übersetzung von Hilde Firtel, Vorwort und einleitende Kapitel von Rudolf Graber. Freiburg (Schweiz) 1954.
- Brief an die Freunde des Kreuzes. Übersetzung von Hilde Firtel, Kanisius, Freiburg (Schweiz) 1958.
- Das Geheimnis Mariens.
- Der heilige Rosenkranz – das wunderbare Geheimnis der Bekehrung und des Heils.
- Gebet zur Erlangung von Missionären.
- Rundschreiben an die Freunde des Kreuzes.
- Die Liebe zur ewigen Weisheit.

## Gedenktag
- Katholisch: 28. April (seit 1997 nicht gebotener Gedenktag) im Allgemeinen Römischen Kalender